# John Baines
John Robert Baines (Winchester, 17 marzo 1946) è un egittologo britannico.

## Studi
Ha frequentato il Winchester College, un collegio scolastico maschile di Winchester nella contea di Hampshire, Inghilterra. Per studiare egittologia si trasferì all'Università di Oxford. Ha quindi conseguito un Bachelor of Arts nel 1967, poi progredito in Master of Arts. Nel 1976 ha conseguito il dottorato.

## Carriera universitaria
Baines è professore in carica di egittologia all'Università di Oxford. Detiene la carica dal 1976, quando, all'età di trent'anni, era fra i più giovani insegnanti di ruolo dell'università. È inoltre autore di vari articoli scientifici e pubblicazioni sull'antica civiltà egizia.
I suoi interessi sono rivolti all'arte, alla religione e alle biografie relative all'antico Egitto, alla ricostruzione dell'antica società egizia e allo studio antropologico e comparativo delle civiltà antiche.